# 柳垭镇
柳垭镇，是中华人民共和国四川省南充市仪陇县下辖的一个乡镇级行政单位。2019年9月，撤销大罗乡，将其所属行政区域划归柳垭镇管辖。

## 行政区划
柳垭镇下辖以下地区：
悦来社区、柳垭村、悦来村、太平寨村、茶店垭村、金花寨村、虎峨坝村、四方包村、大溪河村、回龙观村、钟田坝村、水巷子村、柏桦山村、金贝坝村、断石垭村和笔架山村、大罗池村、旱拱桥村、葛根垭村、甘家庙村、小罗磁村、清溪桥村、白庙子村和三清庙村。